# آتش‌سوزی جنگلی ۲۰۱۷ پرتغال
آتش‌سوزی جنگلی پرتغال یک سری از ۴ آتش‌سوزی جنگلی مهیب و گسترده‌ای بود که در بعد از ظهر ۱۷ ژوئن ۲۰۱۷ به فاصلهٔ چند دقیقه از یک‌دیگر در مرکز پرتغال روی داد. در این حادثه دست کم ۶۴ نفر کشته و ۱۶۰ نفر زخمی شدند. بیشترین کشته‌شدگان این رویداد در پیدروگو گراندی (منطقه لیریا)؛ زمانی که مسیر آتش به طور ناگهانی به سوی عرض جاده‌ای که مملو از تخلیه‌شدگان بود انحراف یافت و آن را درنوردید، اتفاق افتاد. آن‌ها در نتیجهٔ استنشاق دود و تعدادی دیگر در حالی که خودرو آنها در محاصرهٔ آتش قرار گرفته بود، در آتش سوختند. مقامات پرتغالی بیش از ۱۷۰۰ آتش‌نشان را از سراسر کشور به منظور مبارزه با این آتش‌سوزی ارسال کردند و نخست وزیر آنتونیو کوستا سه روز را عزای ملی اعلام کرد. در روز چهارشنبه، جیمی مارتا سوارس، رئیس اتحادیهٔ آتش‌نشانان پرتغالی، به (تی‌اس‌اف TSF)؛ یک ایستگاه رادیویی پرتغالی، گفت که وی اطمینان یافته‌است که آتش با «یک دست جنایتکارانه» دامن زده‌شده‌است.
افزایش دما و گرما در پرتغال، همه ساله بسیاری از بخش‌های جنگلی این کشور را دچار آتش‌سوزی می‌کند.

## مهار آتش‌سوزی
بعد از پنج روز آتش‌سوزی در جنگل‌های مرکزی پرتغال سرانجام ۲۱ ژوئن ۲۰۱۷ مهار شد و تا حدودی آرامش برقرار شده‌است، بسیاری از ۱۷۰۰ آتش‌نشانی که در عملیات خاموش کردن آتش شرکت داشتند، همچنان در آماده باش هستند تا، در صورت لزوم آمادگی لازم را برای واکنش سریع داشته باشند، در حال حاضر دمای هوا ۵ درجه کاهش یافته و رطوبت هوا نیز بیشتر شده‌است در نتیجه مردم سه روستا که از آتش گریخته بودند، کم‌کم به خانه‌هایشان بازمی‌گردند.
یک دقیقه سکوت به خاطر قربانیان این حادثه در مراسم خاکسپاری یکی از مأموران آتش‌نشانی که در این واقعه جان خود را از دست داده بود به اجرا درآمد، در این مراسم رئیس جمهور و نخست وزیر پرتغال نیز شرکت داشتند. جلسه‌ای در پارلمان پرتغال به خاطر همین حادثه و بررسی آن تشکیل شد که در آن رئیس پارلمان بر تحقیق بیشتر برای رفع هر گونه ابهام برای این نوع وقایع تأکید کرد.